# ZJS Zbrojovka Spartak Brno
ZJS Zbrojovka Spartak Brno (celým názvem: Závody Jana Švermy Zbrojovka Spartak Brno) byl československý klub ledního hokeje, který sídlil v brněnské Ponavě v Jihomoravském kraji. Založen byl v roce 1910 pod názvem SK Židenice v brněnské městské části Židenice a patřil tím mezi první hokejové kluby v Brně. Později se přestěhoval do prostoru za lužáneckým parkem v brněnské čtvrti Ponava. V letech 1948–1950, 1951–1957, 1958–1961 a naposled v ročníku 1962/1963 hrávala Zbrojovka nejvyšší československou hokejovou ligu. Klub zanikl v roce 1964.
Své domácí zápasy Zbrojovka sehrávala zimním stadionu Za Lužánkami s kapacitou 10 200 diváků, před jeho postavením v přilehlém sportovním areálu Na rybníčku.

## Historické názvy
Zdroj: 
- 1910 – SK Židenice (Sportovní klub Židenice)
- 1948 – fúze s SK Horácká Slavia Třebíč ⇒ Sokol Zbrojovka Brno-Židenice
- 1953 – ZJS Zbrojovka Spartak Brno (Závody Jana Švermy Zbrojovka Spartak Brno)
- 1964 – zánik

## Přehled ligové účasti
Stručný přehled
Zdroj: 
- 1945–1946: Divize – sk. Východ (2. ligová úroveň v Československu)
- 1946–1947: Moravskoslezská divize – sk. A (2. ligová úroveň v Československu)
- 1947–1948: I. A třída (3. ligová úroveň v Československu)
- 1948–1950: 1. liga (1. ligová úroveň v Československu)
- 1950–1951: Oblastní soutěž – sk. F (2. ligová úroveň v Československu)
- 1951–1953: 1. liga – sk. B (1. ligová úroveň v Československu)
- 1953–1956: 1. liga – sk. A (1. ligová úroveň v Československu)
- 1956–1957: 1. liga (1. ligová úroveň v Československu)
- 1957–1958: 2. liga – sk. B (2. ligová úroveň v Československu)
- 1958–1961: 1. liga (1. ligová úroveň v Československu)
- 1961–1962: 2. liga – sk. B (2. ligová úroveň v Československu)
- 1962–1963: 1. liga (1. ligová úroveň v Československu)
- 1963–1964: 2. liga – sk. B (2. ligová úroveň v Československu)

Jednotlivé ročníky
Zdroj: 
Legenda: ZČ - základní část, červené podbarvení - sestup, zelené podbarvení - postup, fialové podbarvení - reorganizace, změna skupiny či soutěže
| Československo (1945 – 1964)                                                                              |                                |           |           |                                       |               |
| Sezóny | Soutěž                         | Úroveň    | ZČ        | Play-off, nadstavba, sk. o udržení... | Poznámky      |
| 1945/46                                                                                                   | Divize – sk. Východ            | 2. úroveň | 3. místo  |                                       | Změna skupiny |
| 1946/47                                                                                                   | Moravskoslezská divize – sk. A | 2. úroveň | 5. místo  |                                       | Sestup        |
| V sezóně 1947/48 hrála Zbrojovka v regionální I. A třídě (3. nejvyšší soutěž).                            |                                |           |           |                                       |               |
| Po sezóně došlo k fúzi A-týmu s SK Horáckou Slávií Třebíč, se kterou do Brna přišla i prvoligová licence. |                                |           |           |                                       |               |
| 1948/49                                                                                                   | 1. liga                        | 1. úroveň | 5. místo  |                                       | Změna skupiny |
| 1949/50                                                                                                   | 1. liga                        | 1. úroveň | 8. místo  |                                       | Sestup        |
| 1950/51                                                                                                   | Oblastní soutěž – sk. F        | 2. úroveň | 1. místo  | Nadstavba, sk. Východ (1. místo)      | Postup        |
| 1951/52                                                                                                   | 1. liga – sk. B                | 1. úroveň | 1. místo  | Finálová skupina (4. místo)           |               |
| 1952/53                                                                                                   | 1. liga – sk. B                | 1. úroveň | 3. místo  | Skupina o 7.-12. místo (1. místo)     | Změna skupiny |
| 1953/54                                                                                                   | 1. liga – sk. A                | 1. úroveň | 3. místo  |                                       |               |
| 1954/55                                                                                                   | 1. liga – sk. A                | 1. úroveň | 7. místo  |                                       |               |
| 1955/56                                                                                                   | 1. liga – sk. A                | 1. úroveň | 5. místo  |                                       | Reorganizace  |
| 1956/57                                                                                                   | 1. liga                        | 1. úroveň | 14. místo |                                       | Sestup        |
| 1957/58                                                                                                   | 2. liga – sk. B                | 2. úroveň | 1. místo  |                                       | Postup        |
| 1958/59                                                                                                   | 1. liga                        | 1. úroveň | 10. místo |                                       |               |
| 1959/60                                                                                                   | 1. liga                        | 1. úroveň | 10. místo |                                       |               |
| 1960/61                                                                                                   | 1. liga                        | 1. úroveň | 11. místo |                                       | Sestup        |
| 1961/62                                                                                                   | 2. liga – sk. B                | 2. úroveň | 1. místo  |                                       | Postup        |
| 1962/63                                                                                                   | 1. liga                        | 1. úroveň | 11. místo |                                       | Sestup        |
| 1963/64                                                                                                   | 2. liga – sk. B                | 2. úroveň | 7. místo  |                                       |               |